# Mo Youxue
Mo Youxue (chiń. 莫有雪; ur. 10 lutego 1996) – chiński lekkoatleta, specjalista od biegów sprinterskich.
W 2013 został mistrzem świata juniorów młodszych w Doniecku na dystansie 100 metrów. W 2015 zdobył srebro mistrzostw świata z Pekinu w sztafecie 4 × 100 metrów.
Medalista mistrzostw Chin oraz Chińskiej Olimpiady Narodowej.

## Osiągnięcia
| Rok  | Impreza                               | Miejsce  | Konkurencja             | Lokata               | Wynik         |
| ---- | ------------------------------------- | -------- | ----------------------- | -------------------- | ------------- |
| 2013 | Mistrzostwa świata juniorów młodszych | Donieck  | bieg na 100 metrów      | 1. miejsce           | 10,35         |
| 2013 | Mistrzostwa świata juniorów młodszych | Donieck  | bieg na 200 metrów      | 7. miejsce           | 21,42         |
| 2014 | Halowe mistrzostwa Azji               | Hangzhou | bieg na 60 metrów       | 6. miejsce           | 6,77          |
| 2014 | IAAF World Relays                     | Nassau   | sztafeta 4 × 100 metrów | 3. miejsce (Finał B) | 38,83         |
| 2014 | IAAF World Relays                     | Nassau   | sztafeta 4 × 200 metrów | 7. miejsce           | 1:25,83       |
| 2014 | Mistrzostwa świata juniorów           | Eugene   | bieg na 100 metrów      | półfinał             | 10,47         |
| 2014 | Mistrzostwa świata juniorów           | Eugene   | sztafeta 4 × 100 metrów | 4. miejsce           | 39,51         |
| 2015 | Mistrzostwa Azji                      | Wuhan    | sztafeta 4 × 100 metrów | 1. miejsce           | 39,04         |
| 2015 | Mistrzostwa świata                    | Pekin    | sztafeta 4 × 100 metrów | 2. miejsce           | 38,01         |
| 2017 | IAAF World Relays                     | Nassau   | sztafeta 4 × 100 metrów | 3. miejsce           | 39,22 (elim.) |
| 2017 | IAAF World Relays                     | Nassau   | sztafeta 4 × 200 metrów | 6. miejsce           | 1:22,91       |

## Rekordy życiowe
- Bieg na 60 metrów (hala) – 6,64 (2016)
- Bieg na 100 metrów – 10,35 (2013) / 10,22w (2017)
- Bieg na 200 metrów – 20,96 (2015) / 20,76w (2015)